# Cordilheira Prebética

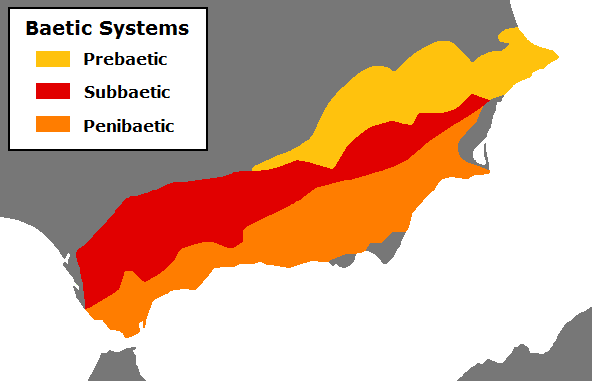
Localização do Sistema Bético

Cordilheira Prebética ou Sistema Prebético é um conjunto de sistemas montanhosos que se estende a leste dos Sistemas Béticos, desde as províncias de Jaén, Albacete e Granada até à província de Alicante. 
Entre outras estão formadas pelas serras de Cazorla, Serra de Segura, Serra de Alcaraz, Serra de Castril, Serra da Sagra, Serra da Taibilla, Serra de María (entre sistemas Penibético e Prebético), Serra de Mariola, Maciço de Montgó, até desaparecer no Mediterrâneo atrás da Serra de Bernia e a Rocha de Ifach. Do ponto de vista geomorfológico a Cordilheira Prebética é um subsistema da Cordilheira Subbética.